# Prödel
Prödel is een plaats in de Duitse deelstaat Saksen-Anhalt, en maakt sinds het 1-1-2008 deel uit van de stad Gommern in de Landkreis Jerichower Land. Tot die datum was Prödel een gemeente.
Prödel telt 292 inwoners.